# Bahnstrecke Ottawa–East Alburgh
| Streckenlänge: | 217,60 km            |                                          |                                          |
| Spurweite: | 1435 mm (Normalspur) |                                          |                                          |
| |                      |                                          |                                          |
| \| \| \| Anschlussgleis zur Île Philemon \| \| \| \| 0 \| Ottawa Bridge Street Station \| Ottawa Bridge Street Station \| \| \| \| Ottawa Chaudière Falls (1885–1888) \| \| \| \| \| von Depot Harbour (Chaudiere Junction) \| \| \| \| \| von Waltham \| \| \| \| 0,00 \| Ottawa Union Station \| Ottawa Union Station \| \| \| \| Ottawa ON Maria Street (1895–1896) \| \| \| \| \| Bank Street Yard (Güterbf.) \| \| \| \| 4 \| Ottawa Elgin Street Station \| Ottawa Elgin Street Station \| \| \| \| Rideau Canal \| \| \| \| \| nach Montreal (CNoR) \| \| \| \| \| zur Central Station \| \| \| \| \| nach Montreal (CNoR) \| \| \| \| (5) \| \| \| \| \| \| Rideau River \| \| \| \| \| nach Capreol \| \| \| \| \| Strecke Ottawa–Capreol \| \| \| \| \| Strecke Ottawa–Prescott \| \| \| \| \| zur M&O \| \| \| \| \| Güteranschluss \| \| \| \| \| Güteranschluss \| \| \| \| \| nach Wass \| \| \| \| \| Strecke Ottawa Station–Wass \| \| \| \| \| von Wass und Bahnhof Ottawa \| \| \| \| \| Strecke Ottawa–Tupper Lake \| \| \| \| 18,36 \| Carlsbad Springs \| Carlsbad Springs \| \| \| 28,34 \| Vars \| Vars \| \| \| \| von Rockland \| \| \| \| 36,21 \| Limoges (früher South Indian) \| Limoges (früher South Indian) \| \| \| \| South Nation River \| \| \| \| 49,65 \| Casselman \| Casselman \| \| \| \| Begegnungsabschnitt \| \| \| \| 61,25 \| Moose Creek \| Moose Creek \| \| \| 70,81 \| Maxville \| Maxville \| \| \| 78,41 \| Greenfield \| Greenfield \| \| \| \| Rivière Delisle \| \| \| \| 89,11 \| Alexandria \| Alexandria \| \| \| \| Rivière Delisle \| \| \| \| 101,13 \| Glen Robertson \| Glen Robertson \| \| \| \| nach Hawkesbury ON \| \| \| \| \| Ontario/Québec \| \| \| \| 108,45 \| Sainte-Justine \| Sainte-Justine \| \| \| 116,21 \| De Beaujeu (früher St. Polycarpe Jct.) \| De Beaujeu (früher St. Polycarpe Jct.) \| \| \| \| nach Montreal \| \| \| \| \| Strecke Montreal–Toronto \| \| \| \| 119,96 \| Saint-Polycarpe \| Saint-Polycarpe \| \| \| \| Rivière Delisle \| \| \| \| \| von Toronto \| \| \| \| \| nach Montreal \| \| \| \| 126,54 \| Coteau (Keilbahnhof) \| Coteau (Keilbahnhof) \| \| \| \| von Montreal \| \| \| \| \| Autoroute 20 \| \| \| \| ? \| Soulange \| Soulange \| \| \| \| Canal de Soulange \| \| \| \| \| Sankt-Lorenz-Strom (4 Brücken) \| \| \| \| \| Güteranschluss \| \| \| \| 135,15 \| Valleyfield \| Valleyfield \| \| \| \| Anschluss Expro \| \| \| \| \| Rivière Saint-Charles \| \| \| \| \| Autoroute 30 \| \| \| \| \| nach Herkimer \| \| \| \| \| Strecke Montreal–Herkimer \| \| \| \| \| von Herkimer \| \| \| \| 139,18 \| Cécile Junction \| Cécile Junction \| \| \| \| Anschluss Canadian Electrolytic Zinc Co. \| \| \| \| \| Streckenende \| \| \| \| \| Canal de Beauharnois \| \| \| \| 149,28 \| Saint-Louis-de-Gonzague \| Saint-Louis-de-Gonzague \| \| \| \| Rivière Châteauguay \| \| \| \| \| nach Castle Gardens und Massena \| \| \| \| \| Strecke Castle Gardens–Massena \| \| \| \| 158,50 \| Howick Junction \| Howick Junction \| \| \| \| Rivière des Anglais \| \| \| \| 167,03 \| Aubrey \| Aubrey \| \| \| \| Ruisseau Norton \| \| \| \| ? \| Holton \| Holton \| \| \| \| Strecke Lachine–Canada Junction \| \| \| \| 183,47 \| Barrington \| Barrington \| \| \| \| Autoroute 15 \| \| \| \| 193,81 \| Henrysburg \| Henrysburg \| \| \| 199,48 \| Lacolle \| Lacolle \| \| \| \| Strecke Delson–Rouses Point \| \| \| \| \| von Rouses Point \| \| \| \| \| \| \| \| \| \| nach Rouses Point und Montreal \| \| \| \| \| Strecke St.-Lambert–Rouses Point \| \| \| \| 201,76 \| Cantic (früher Lacolle Junction) \| Cantic (früher Lacolle Junction) \| \| \| \| von Montreal \| \| \| \| \| Rivière Richelieu (2 Brücken) \| \| \| \| 205,42 \| Noyan Junction \| Noyan Junction \| \| \| \| nach Alburgh und Saint-Hyacinthe \| \| \| \| \| Verbindungsgleis Alburgh–Saint-Hyacinthe \| \| \| \| \| Kanada/USA \| \| \| \| 215,27 \| Alburgh Springs \| Alburgh Springs \| \| \| \| nach Rouses Point \| \| \| \| 217,60 \| East Alburgh (Keilbahnhof) \| East Alburgh (Keilbahnhof) \| \| \| \| von Rouses Point \| \| \| \| \| nach Essex Junction \| \| |                      |                                          |                                          |
| Strecke (außer Betrieb) |                      | Anschlussgleis zur Île Philemon          | Anschlussgleis zur Île Philemon          |
| Bahnhof (Strecke außer Betrieb) | 0                    | Ottawa Bridge Street Station             | Ottawa Bridge Street Station             |
| Bahnhof (Strecke außer Betrieb) |                      | Ottawa Chaudière Falls (1885–1888)       | Ottawa Chaudière Falls (1885–1888)       |
| Abzweig geradeaus und von rechts (Strecke außer Betrieb) |                      | von Depot Harbour (Chaudiere Junction)   | von Depot Harbour (Chaudiere Junction)   |
| Strecke (außer Betrieb) · Strecke von links (außer Betrieb) |                      | von Waltham                              | von Waltham                              |
| Strecke (außer Betrieb) · Bahnhof (Strecke außer Betrieb) | 0,00                 | Ottawa Union Station                     | Ottawa Union Station                     |
| Strecke (außer Betrieb) · Bahnhof (Strecke außer Betrieb) |                      | Ottawa ON Maria Street (1895–1896)       | Ottawa ON Maria Street (1895–1896)       |
| Dienststation / Betriebs- oder Güterbahnhof (Strecke außer Betrieb) · Strecke (außer Betrieb) |                      | Bank Street Yard (Güterbf.)              | Bank Street Yard (Güterbf.)              |
| Bahnhof (Strecke außer Betrieb) · Strecke (außer Betrieb) | 4                    | Ottawa Elgin Street Station              | Ottawa Elgin Street Station              |
| Brücke über Wasserlauf (Strecke außer Betrieb) · Strecke (außer Betrieb) |                      | Rideau Canal                             | Rideau Canal                             |
| Strecke (außer Betrieb) · Abzweig geradeaus und nach links (Strecke außer Betrieb) |                      | nach Montreal (CNoR)                     | nach Montreal (CNoR)                     |
| Abzweig geradeaus und nach links (Strecke außer Betrieb) · Abzweig geradeaus und nach rechts (Strecke außer Betrieb) |                      | zur Central Station                      | zur Central Station                      |
| Abzweig geradeaus und nach links (Strecke außer Betrieb) · Kreuzung (Strecken außer Betrieb) |                      | nach Montreal (CNoR)                     | nach Montreal (CNoR)                     |
| Verschwenkung von links und von rechts (Strecke außer Betrieb) | (5)                  |                                          |                                          |
| Brücke über Wasserlauf (Strecke außer Betrieb) |                      | Rideau River                             | Rideau River                             |
| Abzweig geradeaus und nach rechts (Strecke außer Betrieb) |                      | nach Capreol                             | nach Capreol                             |
| Kreuzung (Strecke geradeaus außer Betrieb) |                      | Strecke Ottawa–Capreol                   | Strecke Ottawa–Capreol                   |
| Kreuzung (Strecken außer Betrieb) |                      | Strecke Ottawa–Prescott                  | Strecke Ottawa–Prescott                  |
| Abzweig geradeaus, nach links und von links (Strecke außer Betrieb) |                      | zur M&O                                  | zur M&O                                  |
| Abzweig ehemals geradeaus und von rechts |                      | Güteranschluss                           | Güteranschluss                           |
| Abzweig geradeaus und nach links |                      | Güteranschluss                           | Güteranschluss                           |
| Abzweig ehemals geradeaus und nach rechts |                      | nach Wass                                | nach Wass                                |
| Kreuzung (Strecke geradeaus außer Betrieb) |                      | Strecke Ottawa Station–Wass              | Strecke Ottawa Station–Wass              |
| Abzweig ehemals geradeaus, von links und von rechts |                      | von Wass und Bahnhof Ottawa              | von Wass und Bahnhof Ottawa              |
| Kreuzung (Querstrecke außer Betrieb) |                      | Strecke Ottawa–Tupper Lake               | Strecke Ottawa–Tupper Lake               |
| ehemaliger Bahnhof | 18,36                | Carlsbad Springs                         | Carlsbad Springs                         |
| ehemaliger Bahnhof | 28,34                | Vars                                     | Vars                                     |
| Abzweig geradeaus und ehemals von links |                      | von Rockland                             | von Rockland                             |
| ehemaliger Bahnhof | 36,21                | Limoges (früher South Indian)            | Limoges (früher South Indian)            |
| Brücke über Wasserlauf |                      | South Nation River                       | South Nation River                       |
| Haltepunkt / Haltestelle | 49,65                | Casselman                                | Casselman                                |
| Dienststation / Betriebs- oder Güterbahnhof |                      | Begegnungsabschnitt                      | Begegnungsabschnitt                      |
| ehemaliger Haltepunkt / Haltestelle | 61,25                | Moose Creek                              | Moose Creek                              |
| Bahnhof | 70,81                | Maxville                                 | Maxville                                 |
| ehemaliger Haltepunkt / Haltestelle | 78,41                | Greenfield                               | Greenfield                               |
| Brücke über Wasserlauf |                      | Rivière Delisle                          | Rivière Delisle                          |
| Bahnhof | 89,11                | Alexandria                               | Alexandria                               |
| Brücke über Wasserlauf |                      | Rivière Delisle                          | Rivière Delisle                          |
| Dienststation / Betriebs- oder Güterbahnhof | 101,13               | Glen Robertson                           | Glen Robertson                           |
| Abzweig geradeaus, nach links und von links |                      | nach Hawkesbury ON                       | nach Hawkesbury ON                       |
| Grenze |                      | Ontario/Québec                           | Ontario/Québec                           |
| ehemaliger Haltepunkt / Haltestelle | 108,45               | Sainte-Justine                           | Sainte-Justine                           |
| ehemaliger Bahnhof | 116,21               | De Beaujeu (früher St. Polycarpe Jct.)   | De Beaujeu (früher St. Polycarpe Jct.)   |
| Abzweig geradeaus und nach links |                      | nach Montreal                            | nach Montreal                            |
| Kreuzung |                      | Strecke Montreal–Toronto                 | Strecke Montreal–Toronto                 |
| ehemaliger Bahnhof | 119,96               | Saint-Polycarpe                          | Saint-Polycarpe                          |
| Brücke über Wasserlauf |                      | Rivière Delisle                          | Rivière Delisle                          |
| Abzweig geradeaus und von rechts |                      | von Toronto                              | von Toronto                              |
| Abzweig geradeaus und nach links |                      | nach Montreal                            | nach Montreal                            |
| Dienststation / Betriebs- oder Güterbahnhof | 126,54               | Coteau (Keilbahnhof)                     | Coteau (Keilbahnhof)                     |
| Abzweig geradeaus und von links |                      | von Montreal                             | von Montreal                             |
| Strecke mit Straßenbrücke |                      | Autoroute 20                             | Autoroute 20                             |
| ehemaliger Haltepunkt / Haltestelle | ?                    | Soulange                                 | Soulange                                 |
| Brücke über Wasserlauf |                      | Canal de Soulange                        | Canal de Soulange                        |
| Brücke über Wasserlauf |                      | Sankt-Lorenz-Strom (4 Brücken)           | Sankt-Lorenz-Strom (4 Brücken)           |
| Abzweig geradeaus und ehemals von links |                      | Güteranschluss                           | Güteranschluss                           |
| ehemaliger Bahnhof | 135,15               | Valleyfield                              | Valleyfield                              |
| Abzweig geradeaus, nach links und von links |                      | Anschluss Expro                          | Anschluss Expro                          |
| Brücke über Wasserlauf |                      | Rivière Saint-Charles                    | Rivière Saint-Charles                    |
| Strecke mit Straßenbrücke |                      | Autoroute 30                             | Autoroute 30                             |
| Abzweig geradeaus und nach rechts |                      | nach Herkimer                            | nach Herkimer                            |
| Kreuzung |                      | Strecke Montreal–Herkimer                | Strecke Montreal–Herkimer                |
| Abzweig geradeaus und von rechts |                      | von Herkimer                             | von Herkimer                             |
| Dienststation / Betriebs- oder Güterbahnhof | 139,18               | Cécile Junction                          | Cécile Junction                          |
| Abzweig geradeaus, nach rechts und von rechts |                      | Anschluss Canadian Electrolytic Zinc Co. | Anschluss Canadian Electrolytic Zinc Co. |
| |                      | Streckenende                             |                                          |
| Brücke über Wasserlauf (Strecke außer Betrieb) |                      | Canal de Beauharnois                     | Canal de Beauharnois                     |
| Bahnhof (Strecke außer Betrieb) | 149,28               | Saint-Louis-de-Gonzague                  | Saint-Louis-de-Gonzague                  |
| Brücke über Wasserlauf (Strecke außer Betrieb) |                      | Rivière Châteauguay                      | Rivière Châteauguay                      |
| Abzweig geradeaus, nach links und nach rechts (Strecke außer Betrieb) |                      | nach Castle Gardens und Massena          | nach Castle Gardens und Massena          |
| Kreuzung (Strecken außer Betrieb) |                      | Strecke Castle Gardens–Massena           | Strecke Castle Gardens–Massena           |
| Haltepunkt / Haltestelle (Strecke außer Betrieb) | 158,50               | Howick Junction                          | Howick Junction                          |
| Brücke über Wasserlauf (Strecke außer Betrieb) |                      | Rivière des Anglais                      | Rivière des Anglais                      |
| Bahnhof (Strecke außer Betrieb) | 167,03               | Aubrey                                   | Aubrey                                   |
| Brücke über Wasserlauf (Strecke außer Betrieb) |                      | Ruisseau Norton                          | Ruisseau Norton                          |
| Haltepunkt / Haltestelle (Strecke außer Betrieb) | ?                    | Holton                                   | Holton                                   |
| Kreuzung (Strecken außer Betrieb) |                      | Strecke Lachine–Canada Junction          | Strecke Lachine–Canada Junction          |
| Bahnhof (Strecke außer Betrieb) | 183,47               | Barrington                               | Barrington                               |
| Strecke mit Straßenbrücke (Strecke außer Betrieb) |                      | Autoroute 15                             | Autoroute 15                             |
| Bahnhof (Strecke außer Betrieb) | 193,81               | Henrysburg                               | Henrysburg                               |
| Bahnhof (Strecke außer Betrieb) | 199,48               | Lacolle                                  | Lacolle                                  |
| Kreuzung (Strecke geradeaus außer Betrieb) |                      | Strecke Delson–Rouses Point              | Strecke Delson–Rouses Point              |
| Abzweig geradeaus und von rechts (Strecke außer Betrieb) |                      | von Rouses Point                         | von Rouses Point                         |
| Strecke (außer Betrieb) |                      |                                          |                                          |
| Abzweig geradeaus, nach links und nach rechts (Strecke außer Betrieb) |                      | nach Rouses Point und Montreal           | nach Rouses Point und Montreal           |
| Kreuzung (Strecke geradeaus außer Betrieb) |                      | Strecke St.-Lambert–Rouses Point         | Strecke St.-Lambert–Rouses Point         |
| Bahnhof (Strecke außer Betrieb) | 201,76               | Cantic (früher Lacolle Junction)         | Cantic (früher Lacolle Junction)         |
| Abzweig ehemals geradeaus und von links |                      | von Montreal                             | von Montreal                             |
| Brücke über Wasserlauf |                      | Rivière Richelieu (2 Brücken)            | Rivière Richelieu (2 Brücken)            |
| ehemaliger Haltepunkt / Haltestelle | 205,42               | Noyan Junction                           | Noyan Junction                           |
| Abzweig geradeaus, ehemals nach links und ehemals nach rechts |                      | nach Alburgh und Saint-Hyacinthe         | nach Alburgh und Saint-Hyacinthe         |
| Kreuzung (Querstrecke außer Betrieb) |                      | Verbindungsgleis Alburgh–Saint-Hyacinthe | Verbindungsgleis Alburgh–Saint-Hyacinthe |
| Grenze |                      | Kanada/USA                               | Kanada/USA                               |
| ehemaliger Bahnhof | 215,27               | Alburgh Springs                          | Alburgh Springs                          |
| Abzweig geradeaus und ehemals nach rechts |                      | nach Rouses Point                        | nach Rouses Point                        |
| Dienststation / Betriebs- oder Güterbahnhof | 217,60               | East Alburgh (Keilbahnhof)               | East Alburgh (Keilbahnhof)               |
| Abzweig geradeaus und ehemals von rechts |                      | von Rouses Point                         | von Rouses Point                         |
| Strecke |                      | nach Essex Junction                      | nach Essex Junction                      |

Die Bahnstrecke Ottawa–East Alburgh ist eine Eisenbahnstrecke in Ontario und Québec (Kanada) sowie Vermont (Vereinigte Staaten). Sie ist 217,6 Kilometer lang und verbindet unter anderem die Orte Ottawa, Casselman, Alexandria (alle in Ontario), Coteau-du-Lac, Salaberry-de-Valleyfield, Lacolle (in Québec) und Alburgh (Vermont). Die Strecke ist zwischen dem alten Endbahnhof in Ottawa und dem Abzweig Hawthorne in Ontario sowie zwischen Cécile und Cantic in Québec stillgelegt.
Der westliche Teil zwischen Hawthorne und De Beaujeu gehört der VIA Rail Canada, der Abschnitt von De Beaujeu bis Cécile der Canadian National Railway und der östliche Teil zwischen Cantic und East Alburgh der New England Central Railroad. Mitbenutzungsrechte bestehen zwischen Hawthorne und De Beaujeu sowie Cantic und East Alburgh für die Canadian National, sowie zwischen De Beaujeu und Coteau für die VIA Rail. Canadian National und New England Central betreiben den Güterverkehr auf ihren jeweiligen Streckenabschnitten, die VIA Rail führt mit den Zügen von Montreal nach Ottawa den Corridor-Personenverkehr durch, die die Strecke von Hawthorne bis Coteau benutzen.

## Geschichte

### Bau
Zunächst gründete John Rudolphus Booth am 14. April 1871 die Montreal and City of Ottawa Railway und später die Coteau and Province Line Railway and Bridge Company. Die M&COR wollte eine neue schnellere Verbindung zwischen Montreal und Ottawa herstellen, die C&PL eine Strecke von Coteau über den Sankt-Lorenz-Strom in Richtung Rouses Point bauen. Am 15. Mai 1879 entstand aus der Fusion dieser beiden Gesellschaften die Canada Atlantic Railway (CAR). Ziel war es nun, Ottawa an das US-amerikanische Eisenbahnnetz anzuschließen, ohne den Umweg über Montreal in Kauf nehmen zu müssen, aber gleichzeitig eine schnelle Verbindung nach Montreal zu haben. Die Strecke wurde von Coteau an der Grand-Trunk-Hauptstrecke aus abschnittsweise eröffnet. Bereits ab dem 1. Januar 1882 fuhren die Züge von Coteau bis Casselman, obwohl dieser Abschnitt erst am 1. Februar offiziell eröffnet wurde. Im Mai war Limoges erreicht und am 15. Juli Carlsbad Springs kurz vor Ottawa. Am 13. September 1882 ging der letzte Abschnitt der Strecke bis Ottawa in Betrieb. Der Endbahnhof lag in Ottawa an der Elgin Street. Die CAR vereinbarte mit der Grand Trunk Railway die Mitbenutzung der Strecke von Coteau bis Montreal, sodass ab dem 1. November 1882 durchgehende Expresszüge angeboten werden konnten. Nachdem kurz darauf die Genehmigung für den Bau der Brücke über den Sankt-Lorenz-Strom erteilt wurde, konnte 1890 die Strecke über Coteau hinaus bis Lacolle Junction (später Cantic) verlängert werden, ab wo für einige Kilometer eine Grand-Trunk-Strecke bis Rouses Point in New York mitbenutzt werden durfte.

### Bahnhöfe in Ottawa

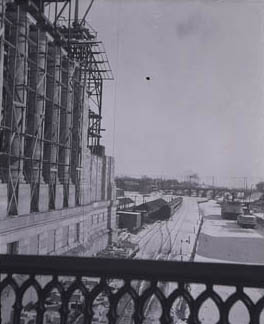
Bau der neuen Central Station in Ottawa, 1910.

Ab 1. Januar 1885 fuhren die Züge in Ottawa über den bisherigen Endbahnhof hinaus bis Chaudière Falls, einem Endbahnhof nahe der Kreuzung Richmond Road (heute Albert Street)/Preston Street, neben der Broad Street Station. Bereits im Juni 1888 endete der Personenverkehr zu diesem Bahnhof wieder, da man an einer Verlängerung zur Bridge Street (heute Booth Street) baute. Ende 1888 ging diese Verlängerung in Betrieb und der Bahnhof Bridge Street mit einigen Holzverladestellen wurde eröffnet. In Fahrplänen wurde die neue Station weiterhin als Chaudière Falls bezeichnet. Am 26. April brannte der Bahnhof zusammen mit großen Teilen der Stadt und der Nachbarstadt Hull ab. Er wurde durch einen Neubau ersetzt, der bis zur Stilllegung der Strecke in den 1960er Jahren stand. Am 23. Dezember 1895 eröffnete man eine Zweigstrecke entlang dem Rideau Canal zunächst bis zu einem provisorischen Endbahnhof an der Maria Street (heute Laurier Avenue). Der Personenverkehr zur Bridge Street konnte damit eingestellt werden. Die Ottawa Central Station wurde am 28. September 1896 am Ende der neuen Zweigstrecke direkt hinter dem provisorischen Bahnhof Maria Street eröffnet. Dies war nötig, da 1893 die Bahnstrecke Ottawa–Depot Harbour der Ottawa, Arnprior and Parry Sound Railway teilweise eröffnet wurde, und die Züge anfangs in einem provisorischen Endbahnhof in Chaudière Junction endeten. Die Central Station diente nun beiden Strecken als Endbahnhof, obwohl einige Züge aus Richtung Coteau weiterhin den Bahnhof Elgin Street benutzten. Ab 1898 benutzte auch die Montreal and Ottawa Railway für ihre neugebaute Hauptstrecke den Bahnhof Maria Street mit.

### Verlängerung nach Vermont
Nachdem der Verkehr auf der Strecke sich gut entwickelte, suchte man nach direkterem Anschluss in Richtung Swanton. Zwar konnte man in Rouses Point Wagen an die Central Vermont Railway übergeben, aber eine eigene Strecke, die diesen Knotenpunkt umfuhr, wurde angestrebt. 1897 wurde also in Vermont die Vermont and Province Line Railway gegründet und noch im gleichen Jahr ging am 13. Dezember die Verlängerung bis East Alburgh in Betrieb. Mit der Central Vermont vereinbarte man eine Mitbenutzung bis Swanton, und im Gegenzug durfte die Central Vermont die neue Strecke bis Cantic mitbenutzen. Die Grand Trunk hatte am 15. August 1904 die CAR übernommen und hatte ab 1. Oktober 1905 auch die Betriebsführung auf der Bahnstrecke inne. Sie wollte nun der Stadt Ottawa einen neuen repräsentativen Bahnhof bauen, der anstelle der alten Central Station entstehen sollte. Am 1. Juni 1912 wurde das neue Bahnhofsgebäude der Central Station eröffnet. Ab 1921, nachdem auch die Canadian Pacific ihre Züge dorthin fahren ließ, hieß der Bahnhof offiziell Ottawa Union Station, einen Namen den die Broad Street Station bis dahin inoffiziell trug. Bis 31. Juli 1966 hielten hier die meisten Züge von und nach Ottawa. An diesem Tag wurden die Stadtstrecken durch Ottawa stillgelegt und der neue Hauptbahnhof östlich des Zentrums an der Strecke der ehemaligen Montreal&Ottawa (heute Canadian Pacific Railway) eröffnet. Zu diesem Bahnhof entstanden gleichzeitig mehrere Verbindungsstrecken.

### Weitere Entwicklung
Bereits im Sommer 1917 war der Personenverkehr zwischen Cantic (damals Lacolle Junction) und East Alburgh eingestellt worden, der 1946 wiederaufgenommen wurde, als die Central Vermont ihre Expresszüge nach Montreal über die Strecke umleitete. 1931 endete zwischen Aubrey und Cantic der Personenverkehr. Um 1940 wurde er zwischen Valleyfield und Aubrey ebenfalls eingestellt. Mitte der 1950er Jahre fuhren auch zwischen Coteau und Valleyfield die letzten Personenzüge. Der Personenverkehr zwischen Cantic und East Alburgh wurde schließlich im September 1966 erneut eingestellt, um 1972 durch die Amtrak mit ihrem Expresszug Montrealer wieder aufgenommen und erst im April 1995 endgültig eingestellt zu werden. Seit 1978 betreibt die VIA Rail Canada auf dem Abschnitt von Ottawa bis Coteau den Personenverkehr. Die Strecke zwischen Cécile Junction und Cantic wurde in den 1990er Jahren stillgelegt. Ebenfalls in den 1990er Jahren erwarb die VIA Rail die Strecke zwischen dem Abzweig Hawthorne und De Beaujeu (heute als Alexandria Subdivision bezeichnet) von der Canadian National Railway.
1995 übernahm die New England Central Railroad (NECR) die Central Vermont Railway von der Canadian National und kaufte auch den Streckenabschnitt von Cantic bis East Alburgh. Der Tausch von Güterwagen zwischen Canadian National und der NECR erfolgt in St. Albans südlich von East Alburgh, so dass die Güterzüge auf dem NECR-eigenen Streckenteil Cantic–East Alburgh üblicherweise von Canadian National befördert werden.

## Streckenbeschreibung

### In der Innenstadt Ottawas

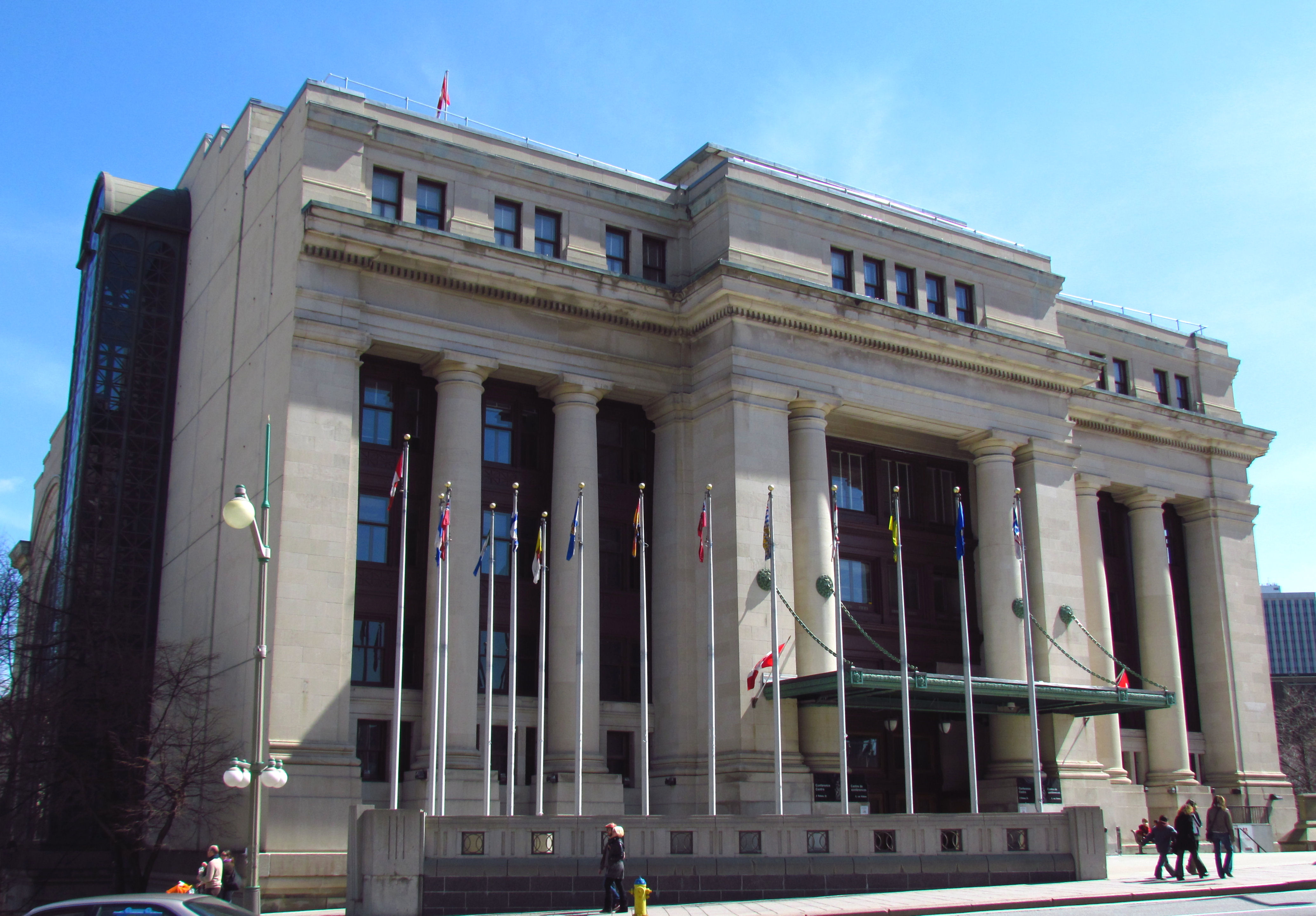
Ehemalige Ottawa Union Station, heute Konferenzzentrum.

Die Strecke begann von 1896 bis 1966 in der Union Station von Ottawa. Das Gebäude steht noch und wird seit der Stilllegung der Strecke als Konferenzzentrum der kanadischen Regierung benutzt. Die Bahn verlief von hier entlang dem Rideau Canal in südöstliche Richtung. Dort wo heute die Nicholas Street in den Ontario Highway 417 mündet, befand sich bis 1966 eine komplizierte Gleiskreuzung. Hier verteilten sich die aus der Union Station kommenden Bahnstrecken. Nördlich der Bahnstrecke lag an der Mann Avenue auch der Endbahnhof der New York Central Railroad, den sie ab 1941 wieder im Personenverkehr nutzte, um die Kosten für die Mitbenutzung der Strecke zur Union Station einzusparen. Nordöstlich zweigte hier die Strecke der Canadian Northern Railway in Richtung Montreal ab. Nach Südwesten schloss die CAR-Strecke zur Bridge Street Station an. Die Hauptstrecke in Richtung Vermont sowie die Hauptstrecken der Montreal and Ottawa Railway und der New York Central führten von hier weiter südostwärts.
Die Strecke zur Bridge Street Station überquert kurz hinter der Gleiskreuzung den Rideau Canal. Auf ihrer Trasse verläuft hier heute der Ontario Highway 417. Unmittelbar hinter der Brücke, an der Catherine Street, lag der Endbahnhof Elgin Street, der den Zügen aus Richtung Coteau bis Ende 1884 als Endstation diente. Auch danach war der Bahnhof noch bis 1895 Haltepunkt von Personenzügen. An den Bahnhof schloss sich der Güterbahnhof Bank Street an, wo auch ein provisorischer Bahnsteig gebaut wurde und noch in den 1940er Jahren einzelne Züge endeten. Auch die New York Central benutzte diesen Bahnhof bis 1941 mit. Die Strecke verläuft weiter bis Chaudière Junction, an der Preston Street. Hier zweigte die Strecke nach Depot Harbour ab, einem der einst wichtigsten Getreidehäfen des Landes. Die Strecke bog in Richtung Nordwesten ab und führte nun parallel zur Bahnstrecke Chaudière Junction–Hull der ehemaligen Bytown and Prescott Railway, die heute noch existiert und Teil der Trillium Line ist. Die ehemalige Bahntrasse biegt nach der Unterquerung der Somerset Street in Richtung Nordosten ab. Hier lag von 1885 bis 1888 die provisorische Endstation der Strecke, direkt neben dem Bahnhof Broad Street der Canadian Pacific Railway, der bis 1921 als zweiter Hauptbahnhof durch diese Bahngesellschaft genutzt wurde. Die Strecke setzte sich ab 1888 noch einige hundert Meter fort und endete im Holzverladebahnhof an der Bridge Street, die heute Booth Street heißt und nach dem Gründer der Canada Atlantic Railway, John Rudolphus Booth, benannt wurde. Von 1888 bis 1895 endeten hier auch die Personenzüge.

### Von Ottawa bis Coteau
Die von den beiden Endbahnhöfen vereinigte Strecke überquert kurz hinter dem Gleiskreuz den Rideau River. Östlich der Brücke schließt sich eine weitere umfangreiche ehemalige Gleiskreuzung an. Hier kreuzt die Hauptstrecke der früheren Canadian Northern Railway nach Capreol, die Teil der transkontinentalen Strecke dieser Bahngesellschaft war und heute der VIA Rail Canada gehört. Zu dieser Strecke gab es eine Verbindungskurve. Direkt daneben lag die Strecke der Bytown&Preston, die älteste Bahnstrecke Ottawas, die hier ebenfalls niveaugleich kreuzte. Die in diesem Bereich heute teilweise überbaute Strecke in Richtung Coteau verläuft nun weiter durch ein Industriegebiet. Einige Anschlüsse werden hier weiterhin von der Canadian National bedient. Kurz danach ist der nächste Gleisknoten erreicht, der Abzweig Hawthorne, an dem das heute noch befahrene Streckengleis aus der 1966 eröffneten Verbindungsbahn zur neuen Ottawa Station abzweigt. Hier kreuzte einst auch die Bahnstrecke Ottawa–Tupper Lake der New York Central Railroad.
Die Bahnstrecke verlässt nun das Stadtgebiet von Ottawa und führt südostwärts geradlinig durch Carlsbad Springs und Vars bis Limoges. Hier zweigte einst eine Stichstrecke nach Rockland ab. 13 Kilometer weiter ist mit Casselman der erste durch die VIA Rail heute bediente Haltebahnhof erreicht. Vor dem Bahnhof überquert die Bahn den South Nation River. Der Bahnhof selbst besteht heute nur noch aus einem Bahnsteig am Streckengleis und einem kleinen Empfangsgebäude. Östlich des Bahnhofs schließt sich ein etwa ein Kilometer langer zweigleisiger Begegnungsabschnitt an, der Zugkreuzungen ermöglicht. Die Strecke verläuft weiter in südöstliche Richtung und biegt am früheren Haltepunkt Moose Creek in Richtung Nordosten ab. Kurz darauf ist Maxville erreicht, wo sich ein weiterer anderthalb Kilometer langer Begegnungsabschnitt befindet.
Ostwärts führt die Strecke nun weiter und erreicht bei Greenfield den Rivière Delisle, dem sie bis Coteau folgen wird. Nach einigen Kilometern ist der Bahnhof Alexandria erreicht, wo ebenfalls Zugkreuzungen möglich sind und den die Züge der VIA Rail bedienen. Von hier verläuft die Strecke nordostwärts geradlinig bis Glen Robertson, wo eine Stichstrecke der Ottawa Central Railway nach Hawkesbury in einem Gleisdreieck abzweigt. Die Bahntrasse biegt kurz darauf nach Südosten ab und überquert die Provinzialgrenze nach Québec. Wenige Kilometer später kreuzt die Bahn eine der Hauptstrecken zwischen Montreal und Toronto, nämlich die der früheren Ontario and Québec Railway über Smiths Falls. Der Kreuzungspunkt hieß zunächst St. Polycarpe Junction, wurde jedoch später in De Beaujeu umbenannt. Die Strecke führt weiter durch den Ort Saint-Polycarpe und erreicht den Bahnhof Coteau. Hier mündet sie in die andere Hauptstrecke Montreal–Toronto ein, die von der Grand Trunk Railway gebaut worden war. Der Bahnhof Coteau selbst ist ein Keilbahnhof, wo sich die Strecken nach Montreal und in Richtung Vermont trennen. Die Züge der VIA Rail fahren nach Montreal weiter und benutzen den Bahnhofsteil an dieser Strecke. Nur noch Güterzüge fahren ab hier weiter in Richtung Osten.

### Von Coteau bis East Alburgh
Die Strecke verlässt Coteau südostwärts und überquert den Sankt-Lorenz-Strom. Die zahlreichen Inseln im Fluss machten es möglich, dass nur vier relativ kurze Brücken gebaut werden mussten, um den Strom zu überwinden. Durch Salaberry-de-Valleyfield hindurch führt die Strecke weiter zum Knotenpunkt Cécile Junction. Hier kreuzt die Strecke Montreal–Massena der CSX Transportation. Das Streckengleis endet kurz danach und im weiteren Verlauf ist die Bahn stillgelegt. Auf der Brücke über den Canal de Beauharnois lagen die Schienen bis zur Stilllegung auf der ebenfalls darüber führenden Straße. Die Bahntrasse verläuft nun weiter südostwärts und ist teilweise durch die landwirtschaftliche Nutzung des Gebiets bereits an einigen Stellen nicht mehr vorhanden. Die Brücke über den Rivière Châteauguay ist abgebaut. Nur ein Brückenpfeiler im Wasser zeugt heute noch von ihrer früheren Existenz. Kurz darauf ist der nächste Knotenbahnhof Howick Junction erreicht, wo eine Nebenstrecke der Grand Trunk Railway kreuzte.
Auch die Brücke über den Rivière des Anglais ist abgerissen. Die Strecke erreicht nun den ehemaligen Bahnhof Aubrey kurz vor der Brücke über den Ruisseau Norton, wo in den 1930er Jahren die Personenzüge endeten. Die Strecke führt über Holton weiter nach Barrington, wo eine weitere Grand-Trunk-Strecke kreuzte. Ab der Straße Rang Saint-Michel westlich von Holton wird die Bahntrasse heute bis Cantic durch einen Rad- und Wanderweg genutzt. Dazwischen liegt die Stadt Lacolle, wo die heute noch befahrene Bahnstrecke Delson–Rouses Point kreuzt. Nur wenige hundert Meter weiter liegt die Kreuzung Cantic. Die Hauptstrecke New York–Montreal kreuzt hier und die seit 1995 durch die New England Central Railroad befahrene Strecke nach East Alburgh zweigt aus dieser Strecke ab.
Die Strecke überquert kurz hinter Cantic den Rivière Richelieu über zwei Brücken unter Mitbenutzung der Flussinsel Île Ash. Nach der Brücke ist der nächste Kreuzungsbahnhof Noyan Junction erreicht. Eine Strecke der Rutland Railway querte hier die Bahntrasse. Die Bahn überquert im weiteren Verlauf die Staatsgrenze nach Vermont und mündet kurz darauf in East Alburgh in die Bahnstrecke Essex Junction–Rouses Point ein.